# Torre Spaccata (metropolitana di Roma)
Torre Spaccata è una stazione della linea C della metropolitana di Roma.
Si trova all'incrocio tra la via Casilina con via di Tor Tre Teste e via di Torre Spaccata, servendo l'area del Policlinico Casilino, l'omonima zona di Torre Spaccata, il quartiere Alessandrino e la zona di Tor Tre Teste.
La stazione ha affiancato fino ad agosto 2015 la fermata Torre Spaccata della ferrovia Roma-Pantano.

## Storia
I cantieri sono stati aperti a luglio 2007. L'apertura della stazione è avvenuta il 9 novembre 2014.
Come per la stazione di Parco di Centocelle, era previsto un parcheggio, progetto in seguito annullato.

## Interscambi
- Fermata autobus ATAC